# Predators

Predators este un film genul științifico-fantastic, acțiune și de groază din 2010, în regia lui Nimród Antal, în rolurile principale au fost distribuiți Adrien Brody, Topher Grace, Alice Braga, Laurence Fishburne, Danny Trejo și Derek Mears. Filmul este o continuare a filmului din 1987 Predator. Producătorul Robert Rodriguez a ales numele acestui film "Predators" la fel cum al doilea film din seria Alien s-a numit Aliens. Titlul Predators este destinat să aibă o dublă semnificație, în sensul că se referă atât la creaturile extraterestre din film , precum și la grupul de oameni care merg împotriva lor.

## Povestea
Filmul urmărește povestea unui mercenar numit Royce, care este răpit de extratereștri, creaturile cunoscute sub numele de Predatori. El este eliberat pe o planetă din galaxie, care este un fel de rezervație pentru „vânătoare”. Alături de el mai sunt alți șapte oameni, care, cu excepția unui fizician căzut în dizgrație, toți sunt ucigași cu sânge rece, mercenari și foști deținuți. Royce ia conducerea fără tragere de inimă a grupului de luptători de elită. În curând ei își dau seama că au fost aduși împreună pe această planetă ca pradă pentru o rasă nouă de Predator și că fac parte dintr-un joc de vânătoare. În timp ce luptă pentru a supraviețui împotriva acestor creaturi se întâlnesc cu un soldat american cunoscut sub numele de Noland, care a fost adus pe planeta cu ani în urmă tot pentru ca extratereștrii să se joace cu el, dar care a reușit să supraviețuiască ascunzându-se într-o peșteră. Noland le dezvăluie că Predatorii au lăsat pe planetă și au vânat oameni de mult timp în urmă.

## În rolurile principale[12]
- Adrien Brody este Royce, un mercenar și soldat american
- Topher Grace este Edwin, un medic fără scrupule și un criminal în serie aflat pe lista celor mai căutați de FBI
- Danny Trejo este Cuchillo, un traficant dintr-un cartel mexican de droguri
- Alice Braga este Isabelle, un lunetist israelian din forțele speciale
- Mahershalalhashbaz Ali este Mombasa, un ofițer dintr-o unitate distrusă în Sierra Leone
- Oleg Taktarov este Nikolai, un mercenar rus
- Walton Goggins este Stans, un criminal în serie
- Louis Ozawa Changchien este Hanzo, un ninja Yakuza și asasin
- Laurence Fishburne este Noland, un soldat american
- Brian Steele este un Black Super Predator,[13] a massive flusher predator with jaw bone on his mask named "Mr. Black" by film crew[14]
- Derek Mears este un Predator[15]
- Carey Jones este un Super Predator[15]

## Dezvoltare
Filmul este produs de Robert Rodriguez și scris de Alex Litvak împreună cu Michael Finch. În 1994, Rodriguez a scris un prim scenariu pentru un film al studioului 20th Century Fox în timp ce lucra la continuarea filmului Desperado.. Rodriguez a prezentat scenariul studioului, dar a fost refuzat atunci când au realizat că bugetul ar fi prea mare . Aproximativ 15 ani mai târziu, studioul a decis că ar trebui să revină la scenariul său. 

## Producția
Filmul a fost filmat în 2D într-un program care a durat 53 zile. Locația filmărilor exterioare a fost în cea mai mare parte stabilită în Kolekole, Hawaii. Filmările au început pe 28 septembrie 2009.